# Lista de casos de degenerescência de marca
Esta é uma lista de casos de degenerescência de marca, ou seja, uma lista contendo casos em que o nome de uma determinada marca passou a designar o produto de forma genérica, independentemente do fabricante. Cabe notar que a expressão "degenerescência de marca" aplica-se por diversas vezes apenas no âmbito linguístico, não indicando necessariamente que a marca em si tenha caído em domínio público. Nem sempre ainda a degenerescência ocorre de forma homogênea nos diversos países, sendo comuns casos específicos não só no espaço, mas também no tempo. No Brasil, por exemplo, durante as décadas de 1980 e 90, o absorvente Modess era um caso típico de degenerescência de marca; fato que não se mantém atualmente.
| Marca                        | Fabricante                    | Tipo de produto | Observações |
| ---------------------------- | ----------------------------- | --- | --- |
| Aspirina                     | Bayer                         | Ácido acetilsalicílico sintético | – |
| Band-Aid                     | Johnson & Johnson             | Curativos | Também popularmente escrito como "bandeide" |
| Bom Bril                     | Bombril S.A.                  | Esponja de lã de aço | – |
| Botox                        | Allergan                      | Toxina botulínica | – |
| Blindex                      | Blindex                       | Vidros temperados para diversas aplicações | É referência na fabricação de box para banheiro. |
| Brake-Light                  | Arteb                         | Terceira luz de freio para automóveis | "Brake Light" é uma marca pertencente ao fabricante brasileiro de faróis e lanternas Arteb. Este produto foi lançado no Brasil pela Arteb (inicialmente apenas no mercado de acessórios) em 1987, sendo um grande sucesso de vendas nessa época, tendo o seu uso incentivado inclusive por seguradoras. |
| Catupiry                     | Laticinios Catupiry Ltda      | Requeijão | Usado em várias receitas em diversos restaurantes e lanchonetes, às vezes referido como "catupiri" entre outras variações do nome, no caso de outra marca de requeijão ser utilizada no lugar. |
| Chester                      | Perdigão                      | Carne de galo-banquiva | – |
| Chiclete                     | Adams                         | Goma de mascar | – |
| Chocottone                   | Bauducco                      | Variedade de panetone com gotas de chocolate ou sabor chocolate                                                                                     | A maioria das marcas que produzem esta variedade evitam o uso do nome registrado, mas quando não usam optam por "chocotone", já que o nome da marca é com Dois "T"s. |
| Con-Tact                     | Plavitec                      | Folhas de plástico adesivas | É popularmente chamado de "papel con-tact" (ou "papel contact"). |
| Cotonete                     | Johnson & Johnson             | Hastes flexíveis com algodões em ambas as pontas para limpar os ouvidos                                                                             | – |
| Danone                       | Danone                        | Iogurte | – |
| Discman                      | Sony                          | Toca CD portátil | – |
| Durepoxi                     | Loctite                       | Massa epóxi | – |
| Durex (português brasileiro) | 3M                            | Fitas autoadesivas | Degenerescência usada no português brasileiro |
| Durex (português europeu)    | Reckitt Benckiser             | Preservativo | Degenerescência usada no português europeu |
| Esferovite                   | Esferovite                    | Poliestireno expandido | Degenerescência usada no português europeu |
| Fórmica                      | Formiline                     | Placas laminadas de plástico fenólico | – |
| Game Boy                     | Nintendo                      | Console portátil | Ainda uma marca registrada, a própria Nintendo emitiu publicações no passado pedindo para que o consumidor não utilize os nomes de suas marcas como genéricos |
| Gilete                       | Gillette                      | Lâminas de barbear e/ou barbeadores em forma de "T"                                                                                                 | A versão genérica remove um "T" do nome da marca. |
| Giroflex                     | ?                             | Sinalizadores luminosos que são instalados no teto de veículos de emergência como, por exemplo, viaturas de polícia, de bombeiros, ambulâncias etc. | – |
| Insulfilm                    | Insulfilm                     | Películas para vidros | São instaladas em janelas de automóveis e também em janelas de imóveis |
| Isopor                       | Knauf                         | Poliestireno expandido | Degenerescência usada no português brasileiro |
| Jet ski                      | Kawasaki                      | Motos aquáticas | – |
| Jipe                         | Jeep                          | Automóveis fora de estrada | Adaptação brasileira da pronúncia do nome da marca. |
| Leite Moça                   | Nestlé                        | Leite condensado | Utilizado no Brasil para designar o leite condensado, embora ainda seja uma marca registrada. |
| Listerine                    | Johnson & Johnson             | Enxaguante bucal | – |
| Lycra                        | INVISTA                       | Tecidos de poliamida | – |
| Maizena                      | Unilever                      | Amido de milho | Várias marcas que produzem o biscoito de Maizena, como Marilan ou Bauducco optam por licenciar o nome da marca oficialmente, enquanto outras utilizam "maisena" com S. |
| Nylon                        | DuPont                        | Polímeros sintéticos | Fio patenteado pela DuPont em 1937. |
| Powerball                    | DynaFlex                      | Esfera giroscópica | – |
| Pyrex                        | Pyrex                         | Recipientes de vidro borossilicato (tipo de vidro resistente a altas temperaturas) destinados a cozinhas                                            | Este nome é comumente grafado como "pirex" em vez da sua forma correta, que é "Pyrex". |
| Querosene                    | ?                             | Destilados de petróleo | Marca desenvolvida em 1846, à época para uso como combustível, pelo geologista canadense Abraham Gesner. |
| Ray-Ban                      | Luxottica                     | Óculos de sol | Até pelo menos a década de 1980 os vidros esverdeados dos automóveis eram conhecidos no Brasil como "vidros Ray-Ban" (até mesmo os próprios fabricantes brasileiros de automóveis nomeavam os vidros esverdeados dessa maneira em suas propagandas e em seus prospectos até a essa época).              |
| Sal de fruta                 | GlaxoSmithKline               | Antiácidos | – |
| Silvertape                   | ?                             | Fita adesiva prateada de alta capacidade | – |
| Sucrilhos                    | Kelloggs                      | Flocos de milho com açúcar | Somente no Brasil. A Kelloggs utiliza de outros nomes nos Estados Unidos e em outros países. |
| Super Bonder                 | Loctite                       | Cola instantânea | – |
| Taser                        | Taser International           | Arma de eletrochoque | – |
| Teflon                       | DuPont                        | Politetrafluoretileno | A marca Teflon é utilizada irregularmente em inúmeros contextos, uma vez que a DuPont ainda detém o registro para a identificação da resina PTFE, vigente no Brasil através de registro no INPI. |
| Torx                         | Torx                          | É um tipo de chave (ferramenta) | É chamada de "chave torx". |
| Trim                         | Trim                          | Cortador de unha | – |
| Tupperware                   | Tupperware Brands Corporation | Vasilha de plástico com tampa | Somente no Brasil é utilizado como genérico para vasilhas de plástico com tampa no geral, marcado pela pronúncia brasileira característica de "tapeuér" ou "tapouér" |
| Velcro                       | Velcro                        | Fixador ou fecho de contato | Utilizado como genérico, mas ainda assim marca registrada. |
| Walkman                      | Sony                          | Toca-fitas portátil | – |
| Widia                        | Krüpp                         | Pastilha de carboneto de tungstênio sinterizado | – |
| Xerox                        | Xerox                         | Fotocopiadoras/fotocópias | – |
| Zíper                        | Talon Zipper                  | Fecho-ecler | – |